# Талліннська затока
Талліннська затока (ест. Tallinna laht) — частина Фінської затоки відокремлена півостровом Суурупі від затоки Лохусалу (Lohusalu) та півостровом Віймсі від затоки Мууга і островами Найссаар і Аегна. На південному узбережжі затоки розташована столиця Естонії — місто Таллінн.
Площа затоки — близько 250 км², найбільша глибина — 90 метрів (між островами Аегна і Найссаар). Таллінська затока є однією з найглибших заток Естонії. Півострова в свою чергу ділять Таллінську затоку на три частини: затока Какумяе (Тіскре), затока Коплі, затока Пальясааре і Таллінський рейд (найвужче місце затоки, знаходиться між Пальяссааре та Мійдуранна).
Узбережжя затоки в цілому пологе, скелясті обриви зустрічаються в Раннамийза, Какумяе, на півострові Коплі і на острові Найссаар.
Найбільші піщані пляжі розташовані в Какумяе, Пельгуранна і Піріта. Кам'янисті узбережжя знаходяться між Раннамийза і Тіскре, в Какумяе та Рокка-аль-Маре, між Пальясааре і Коплі, в Кадріорг, Мерівялья і на острові Аегна.
Прибережне море неглибоке, дно в основному кам'янисте. Лінія глибини в 10 метрів знаходиться на відстані 0,5-1,0 км від берега.
У затоці є декілька мілин: на схід від острова Найссаар — мілина Найссаар (місцями глибина 3-4 метри), на схід від цієї мілини — мілина Кескмадал (Keskmadal) завглибшки 7,4 метра, на північний захід від Пальяссааре — мілина Вахемадал (Vahemadal) завглибшки 3,8 м. 
Найвідоміші підводні рифи — Літтегрунд (Littegrund), Хюлькарі (Hülkari або Hülgekari) і Пальяссааре (Paljassaare). Як малі острови відомі Панд'ю (Pandju або Paljandu) біля села Пююнсі (Püünsi), площею близько 2 га, і Лійвакарі (Liivakari) навпроти мису Какумяе, площею 1,6 га.
У затоку впадає річка Піріта та Хар'япєа і декілька поточків, найвідоміші з яких — потік Тіскре (Tiskre) та поточок Мустоя (Mustoja).
Рівень води в затоці коливається на 2 метри на рік. На Талліннському рейді висота хвилі іноді досягає 4 метрів.
На березі затоки розташовано декілька портів (Талліннський пасажирський порт, порт Мууга, порт Піріта, Пальяссааре та Беккер тощо) та причалів, серед яких відкрита у червні 2017 року у Какумяе яхтова гавань Хавен-Какумяе (Haven Kakumäe), що вміщає до 300 суден.
Перший постійний причал на березі затоки був побудований в 17-му столітті, а захищений молами порт — після Північної війни. 